# Interrégionaux Nord-Est de cross-country
Les Interrégionaux Nord-Est de cross-country sont l'une des neuf demi-finales des Championnats de France de cross-country. Il comprend les qualifiés issus des championnats régionaux d'Alsace, de Lorraine, de Bourgogne, de Franche-Comté et depuis 2017 de Champagne-Ardenne. Elle regroupe ainsi les régions Grand Est et Bourgogne-Franche-Comté.

## Palmarès cross long hommes
- 2001 : Lahbib Hanini
- 2002 : Hakim Bagy
- 2003 : Lahbib Hanini
- 2004 : Edouard Burrier
- 2005 : Antoine De Wilde
- 2006 : Bertrand Frechard
- 2007 : Hakim Bagy
- 2008 : Emmanuel David
- 2009 : Antoine De Wilde
- 2010 : Antoine De Wilde
- 2011 : Georges Burrier
- 2012 : Antoine De Wilde
- 2013 : Zouhair Oumoussa
- 2014 : Zouhair Oumoussa
- 2015 : Antoine De Wilde
- 2016 : Maxime Hueber-Moosbrugger
- 2017 : Mohammed Moussaoui
- 2018 : Félix Bour
- 2019 : Mohammed Moussaoui
- 2020 : Alexis Miellet

## Palmarès cross long femmes
- 2001 : Simone Kuster
- 2002 : Blandine Ducret
- 2003 : Line Kuster
- 2004 : Simone Kuster
- 2005 : Line Kuster
- 2006 : Line Kuster
- 2007 : Line Kuster
- 2008 : Line Kuster
- 2009 : Line Kuster
- 2010 : Simone Kuster
- 2011 : Simone Kuster
- 2012 : Mylène Corradi
- 2013 : Julie Coulaud
- 2014 : Elodie Mené
- 2015 : Isabelle Ferrer
- 2016 : Elodie Mené
- 2017 : Elodie Mené
- 2018 : Elodie Mené
- 2019 : Méline Rollin
- 2020 : Elodie Mené